# Ивлева (деревня)
Ивлева (Ивлево) — деревня в Знаменском районе Орловской области. Входит в состав Коптевского сельского поселения.

## География
С запада и юга деревню огибает р. Калинка.
Лесная улица

## Население
| 2010 |
| ---- |
| 1    |

## История
Деревня Ивлево упоминается в 1678 году в составе Севского разряда в Карачевском уезде среди поместий Рословского стана